# Acianthera wageneriana
Acianthera wageneriana là một loài thực vật có hoa trong họ Lan. Loài này được (Klotzsch) Pridgeon & M.W.Chase mô tả khoa học đầu tiên năm 2001.

## Hình ảnh

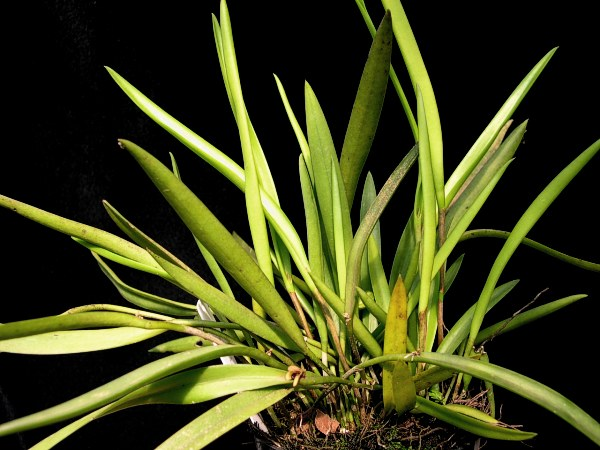
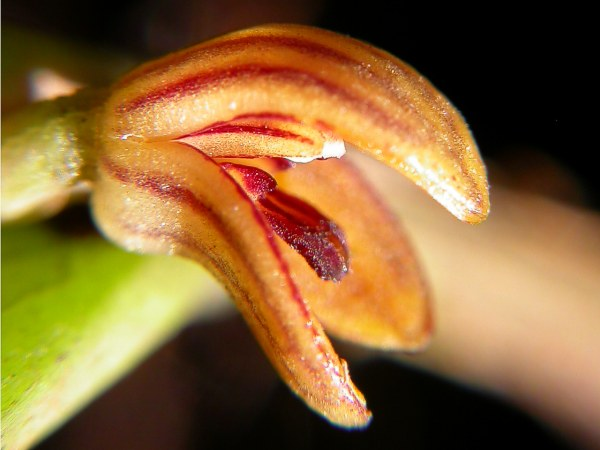
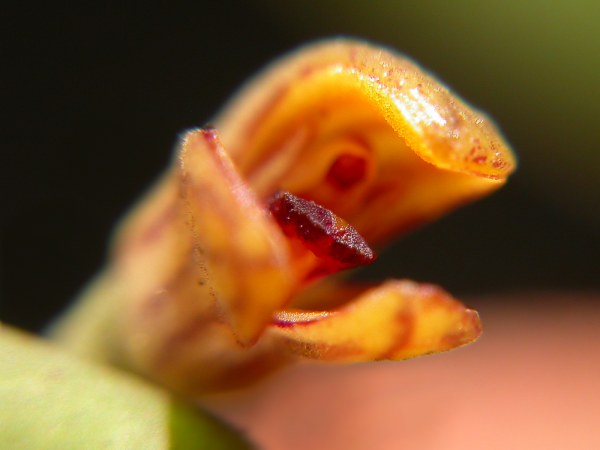
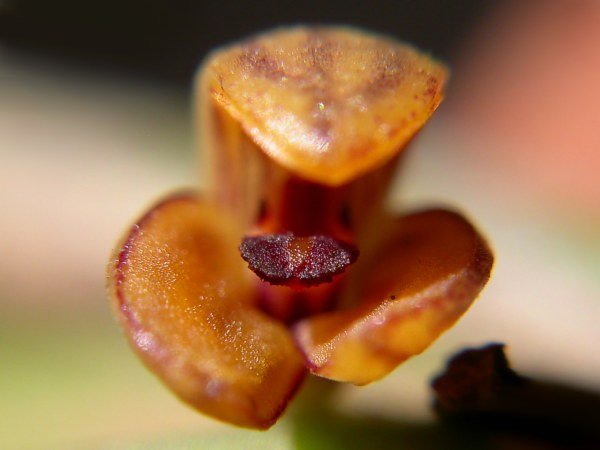